# Van Puijenbroek

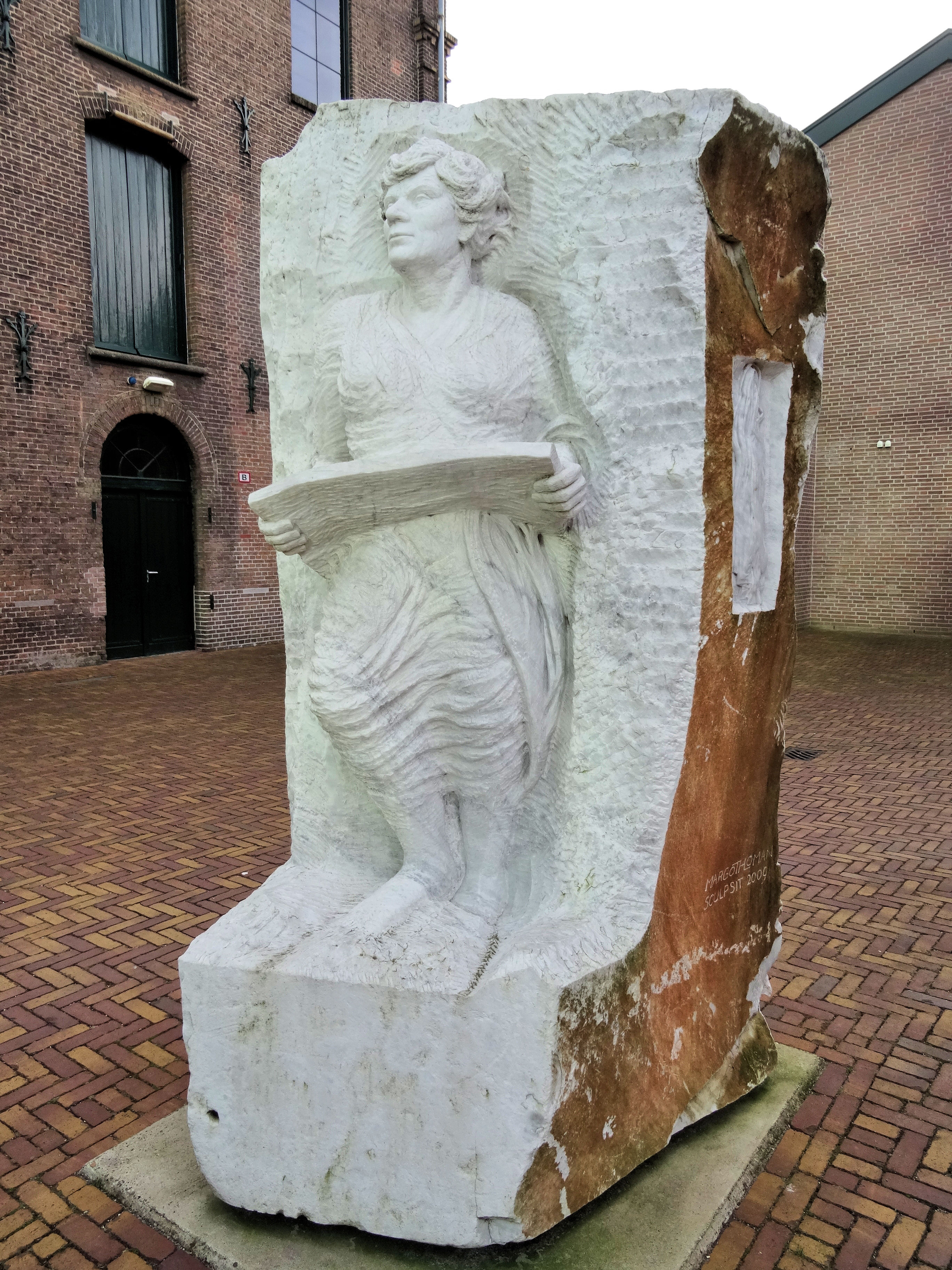
Miet van Puijenbroek, door Margot Homan (Tilburg, 2009)

Van Puijenbroek is een Nederlands geslacht, met verschillende vertakkingen.
Het geslacht Van Puijenbroek heette rond 1700 Van Puijmbroeck en zou oorspronkelijk uit Sint-Niklaas komen. Later vestigden de telgen van het geslacht zich achtereenvolgens in Loon op Zand, in Waalwijk en in Goirle. In Goirle werd het geslacht gesplitst in drie takken, te weten de fabrikantentak, de boerentak en de textielarbeiderstak.
De stamvader van de fabrikantentak is Adriaan van Puijenbroek, die rond 1850 tot de notabele ingezetenen van Goirle werd gerekend. Zijn zoon Hendrik van Puijenbroek richtte in 1865 de Textielfabrieken H. van Puijenbroek op (thans Van Puijenbroek Textiel geheten). In 1908 stapte de firma Textielfabrieken H. van Puijenbroek over op stoomweverij. 
Textielfabrieken H. van Puijenbroek is overigens al vanaf 1925 een vaste leverancier voor de Nederlandse Krijgsmacht. De Leidse jurist Max Steenberghe is het eerste lid van de directie buiten de familie. In 1934 wordt Steenberghe minister van Economische Zaken in het kabinet-Colijn II en in deze functie haalde hij in Den Haag defensieorders binnen voor de fabriek.
In 2001 zette het maandblad Quote de familie op plaats tweeënveertig in de Quote 500, met een geschat vermogen van 317 miljoen euro. Een jaar eerder bezat de familie nog voor 450 miljoen euro; goed voor een 26e plaats. In de Quote 500 van 2004 kwam de familie niet meer in de top vijftig voor.
De Van Puijenbroeks bezitten meer dan 40% van de aandelen van de Telegraaf Media Groep. Via hun investeringsmaatschappij VP Exploitatie hebben de Van Puijenbroeks daarnaast vijf miljoen euro geïnvesteerd in het private-equityfonds Egeria III, dat  voor tachtig procent eigenaar was van NRC Media. Verder bezitten ze een textielfabriek, HaVeP, met vestigingen in onder andere Goirle en Tunesië, een belang van 77,18% in Batenburg Techniek en een landgoed in Hilvarenbeek, te weten Gorp en Roovert.

## Bekende leden
Diverse bekende leden van het geslacht Van Puijenbroek zijn onder meer, op alfabetische volgorde:
- Adriaan van Puijenbroek (1820-1899), Provinciale Statenlid;
- Adrianus van Puijenbroek (1811-1856), oprichter linnenbedrijf in  Goirle
- Alexander Johannes van Puijenbroek (1947), topfunctionaris;
- Eduard van Pijenbroek, textielfabrikant, eigenaar van landgoed Gorp en Roovert;
- Hendrik van Puijenbroek (1845-1934), oprichter HaVeP
- Henri van Puijenbroek, textielfabrikant, stichter van het landgoed Wellenseind;
- Joost van Puijenbroek (1982), oud-ondernemer, docent en politicus;
- Marnix Joseph van Puijenbroek (1950), bestuurder;
- Miet van Puijenbroek (1914-1999), vakbondsbestuurder en politica.